# Adrie van Engelen
Adriaan Marinus (Adrie) van Engelen (Oud-Vossemeer, 30 augustus 1918 – Bergen op Zoom, 14 juli 1999) was een Nederlands politicus van de  VVD.
Hij was landbouwer en daarnaast vanaf 1951 lid van de gemeenteraad van Oud-Vossemeer. Van 1955 tot 1960 was hij daar wethouder en in 1966 kwam hij terug als wethouder. Eind 1968 werd burgemeester J.J. Versluijs ziek waarop Van Engelen hem als loco-burgemeester ging vervangen maar na diens overlijden werd Van Engelen in 1969 waarnemend burgemeester van Oud-Vossemeer. Hij zou die functie blijven uitoefenen tot die gemeente in 1971 opging in de gemeente Tholen. Daarna was hij nog enkele jaren gemeenteraadslid in Tholen. Midden 1999 overleed Van Engelen op 80-jarige leeftijd.